# Dotyville
Dotyville – jednostka osadnicza w Stanach Zjednoczonych, w stanie Oklahoma, w hrabstwie Ottawa.